# Quasimidi
Quasimidi Musikelektronik GmbH was een Duitse fabrikant van synthesizers. Het bedrijf werd opgericht in 1987 door Friedhelm Haas en Jörg Reichstein, en werd opgeheven in 2000.

## Geschiedenis

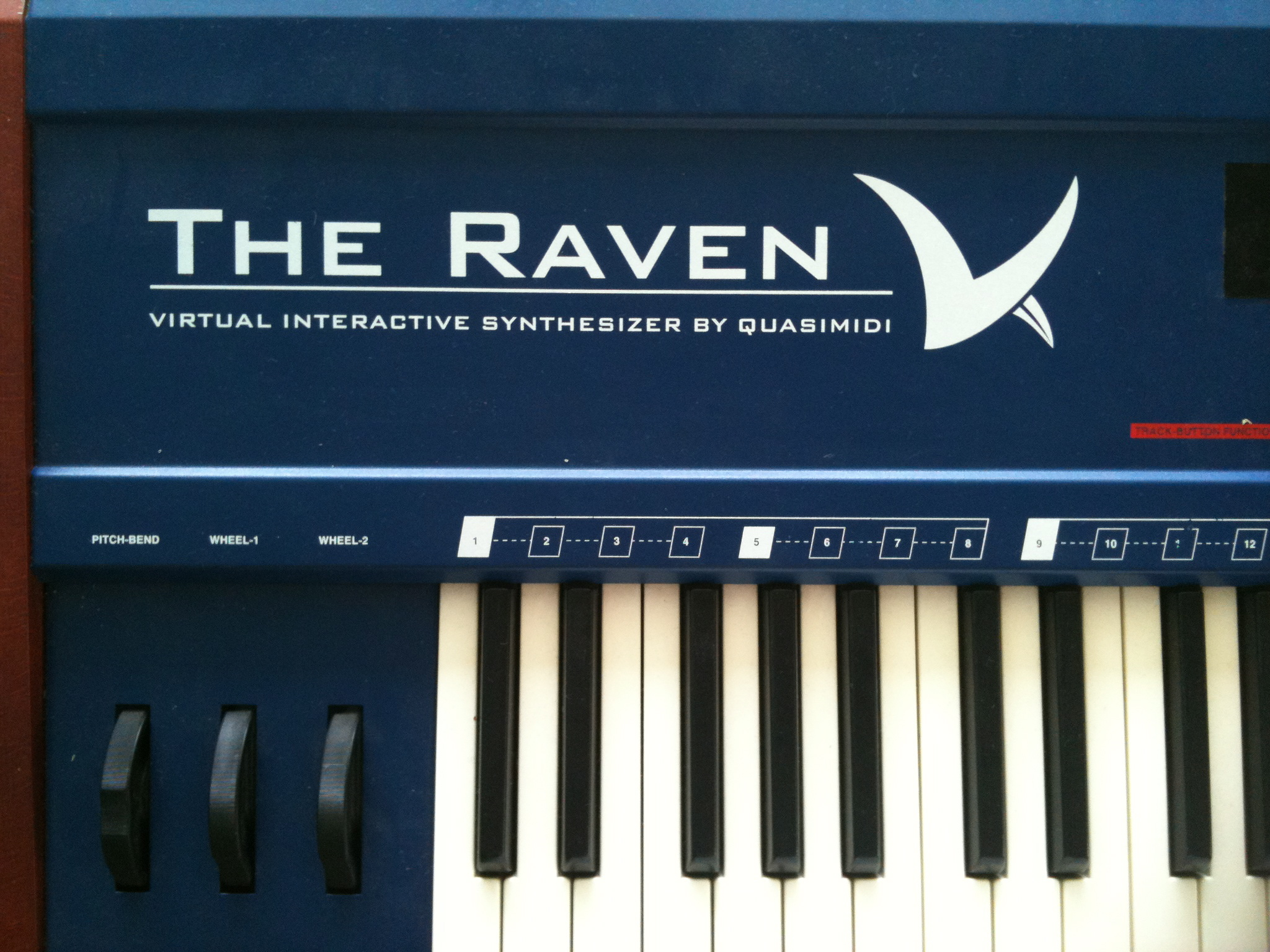
Quasimidi Raven

Tijdens de begindagen produceerde het bedrijf MIDI-toebehoren, uitbreidingen, en een masterkeyboard. Het eerste grote product was de Style Drive uit 1993, waarmee MIDI-bestanden opgeslagen en afgespeeld konden worden.
Quasimidi kreeg bekendheid door het maken van synthesizers die waren gericht op de dancemuziek. Hun eerste synthesizer was de Quasar die uitkwam in 1993. De presetklanken weken af van de toen opkomende General MIDI-standaard, en waren vervangen door elektronische klanken gericht op trance en techno. De Quasar bevat een arpeggiator, dat in 1993 nog ongebruikelijk was. De Quasar maakt gebruik van vier soorten klankopwekking, die op een enkele chip zijn verenigd.
In 1995 kwam Quasimidi met The Raven, een synthesizer gericht op de dancemuziek uit die tijd. Het apparaat maakt gebruik van een sequencer en knoppen waarmee eenvoudige klankmanipulatie mogelijk is. Veel modellen kwamen met de "MAXX" uitbreidingskaart, waarmee het klankgeheugen werd vergroot naar 14MB. The Raven lijkt in veel opzichten op de Roland JX-305.
Met de Rave-O-Lution 309 uit 1996 werden knoppen, draaischijven, en verlichte toetsen opnieuw geïntroduceerd. Dit is een module waarin een sequencer, drumcomputer, en een synthesizer werden gecombineerd.
Het laatste product van Quasimidi was de Polymorph, als opvolger van de Rave-O-Lution. Ondanks dat de producten werden verkocht, stopte het bedrijf in 2000.

## Producten

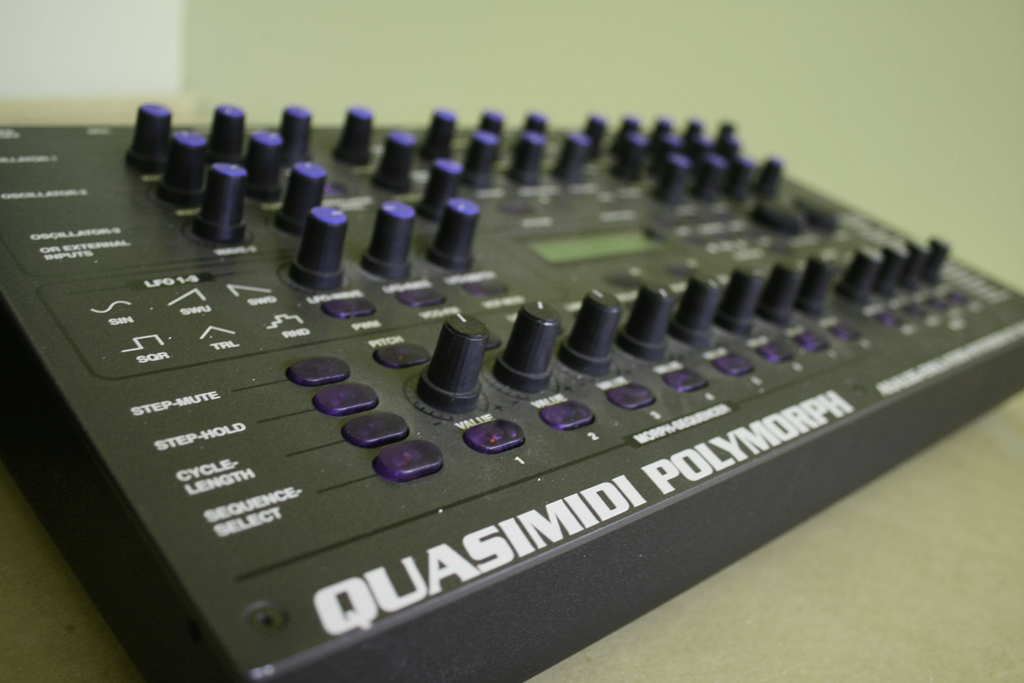
Quasimidi Polymorph

- Style Drive (1993)
- Quasar (1993)
- Caruso (1993)
- Raven (1995)
- Cyber 6 (1995)
- Technox (1995)
- Rave-O-Lution 309 (1996)
- Sirius (1997)
- Polymorph (1997)

## Bekende gebruikers
De muziekinstrumenten werden onder andere gebruikt door de artiesten Kraftwerk, Tangerine Dream, Klaus Schulze, en Jean-Michel Jarre.